# Chris Carenza
Chris Carenza (Saint Louis, 3 marzo 1952) è un ex calciatore statunitense, di ruolo difensore.

## Carriera
Si forma calcisticamente nella rappresentativa calcistica della Southern Illinois University Edwardsville, che nel 2005 lo inserirà nel proprio famedio sportivo. Alla SIU-E giocò anche con il fratello John.
Nella stagione 1975 viene ingaggiato dalla neonata franchigia NASL dei S.A. Thunder. Con i texani non riuscì a superare la fase a gironi del torneo. Il campionato seguente rimase sempre in forza ai Thunder, che mancarono l'accesso ai play-off per un solo punto nei confronti degli L.A. Aztecs.
Nella stagione 1977 seguì le sorti del Thunder che vennero ricollocati alle Hawaii per divenire il Team Hawaii. Con gli hawaiani ottenne il quarto posto nella Southern Division.
Successivamente al calcio, si dedicò anche all'indoor soccer, militando nei L.A. Aztecs e nei K.C. Comets.